# 王廷锡
王廷锡（？—？），號懷我，浙江杭州府钱塘县（今浙江杭州）人，明朝政治人物。同进士出身。

## 生平
萬曆十年（1582年）壬午科浙江鄉試舉人，二十年（1592年），登壬辰科三甲八十名進士。刑部觀政，八月授南直隶华亭县知县，二十五年調任武城县，二十六年丁憂，二十九年補建德县。民多懷念。自度諒直忤時，退筑松存居以老。

## 家族
曾祖王诏，贈上林苑右监丞。祖王体岫，上林苑右监丞。父王承勋。